# Candide
A Candide vagy Candide vagy az optimizmus Voltaire szatirikus regénye, mely először 1759-ben jelent meg. A mű egyszerre kalandregény és filozófiai gúnyirat is. Hősének nyaktörő viszontagságai csak ürügyül szolgálnak a szerző számára ahhoz, hogy nevetségessé tegye az úgynevezett leibnizi optimizmust, vagyis a „minden a legjobban van ezen a legeslegjobb világon” problémátlanul derűs szemléletét, valamint görbe tükörben mutatja be korának visszásságait.
A történet elején Candide, egy német ifjú még zavartalan életet él, és buzgón vallja mentora, a Pangloss mester által belésulykolt leibnizi optimizmust. Ám a körülmények egy pillanat alatt megváltoznak, és Candide viszontagságos utazásai közben lassan és fájdalmasan végül kiábrándul mestere tanításaiból. A regény végén Voltaire a hősein keresztül nem utasítja el végleg az optimizmust, de a leibnizi „e világ a legjobb minden elképzelhető világ közt” helyét a „műveljük meg kertjeinket” szemlélet veszi át a szereplők életfilozófiájában. Az így kialakult eszmény egyfajta elfordulást jelent a világ dolgaitól, a terméketlen bölcselkedéstől; passzivitást sugall, beletörődést abba, hogy a világon és az emberiség helyzetén nem lehet segíteni. A munkát veszi mindennél előbbre, mert az egyszerre űzi el az unalmat, a nyomort és a bűnözést.
A regény stílusát gúnyos hangvétel jellemzi, valamint a kiszámíthatatlan pergő cselekmény, amely sokszor fantasztikus elemeket tartalmaz. A mesés kalandokban és a szerelmi szálban is megjelenik a paródia, amely a gyakori irodalmi közhelyek halmozásával nevettet. Mindezek ellenére a regény valós történelmi eseményeken alapul, cselekményére nagy hatással volt a hétéves háború és az 1755-ös lisszaboni földrengés is. Mint filozófus, Voltaire is foglalkozik az úgynevezett „rossz” problémájával, habár a kemény érvelések helyett a humor eszközével közelíti meg a témát. Voltaire gúnyos hangvétele a vallással, a teológusokkal, a kormányokkal, a hadseregekkel és a filozófusokkal szemben mind allegória, valójában Leibniz optimizmusa elé állít görbe tükröt.
Megjelenését követően a Candide nagy sikert aratott, de hatalmas botrányt is kavart. Közvetlenül titkos közzététele után széles körben betiltották. A művet istenkáromlással vádolták, valamint kifogásolták a benne felsejlő rendszerellenességet is. Azonban ez nem gátolta meg a mű további sikereit, a Candide éleslátó ábrázolásmódja, valamint társadalomkritikája a későbbiekben sok írót inspirált. Napjainkban Voltaire legkiválóbb műveként, valamint a nyugati kultúrában a legismertebb francia irodalmi alkotásaként tartják számon.

## Történelmi és irodalmi háttér
A Candide megírására Voltaire-t olyan tragikus és sok emberáldozatot követelő események ösztönözték, mint a hétéves háború és az 1755-ös lisszaboni földrengés. Az utóbbiban több mint 15 000-en veszítették életüket. Mindkettő esemény szerepel a könyvben, a főhős, Candide is megtapasztalja eme borzalmakat. Az 1755-ös mindenszentek napján történő lisszaboni földrengés, szökőár és a katasztrófa után kialakult tűzvész erősen hatott az akkori teológusok és filozófusok életszemléletére, így Voltaire-ére is. Az esemény a filozófiában alapjaiban rengette meg az optimizmus elméletét, mely szerint ilyen tragédia soha sem fordulhatott volna elő. Az optimizmus Gottfried Wilhelm Leibniz, német polihisztor elméletén nyugszik, mely szerint „e világ a legjobb minden elképzelhető világ közt (tout est pour le mieux dans le meilleur des mondes)”. Az elmélet szerint a világunkban minden a legjobban van, mivel Isten alapjában jóindulatú. Ám a földrengés és a háború borzalmai alaposan megváltoztatták a kor filozófusainak optimista világképét.

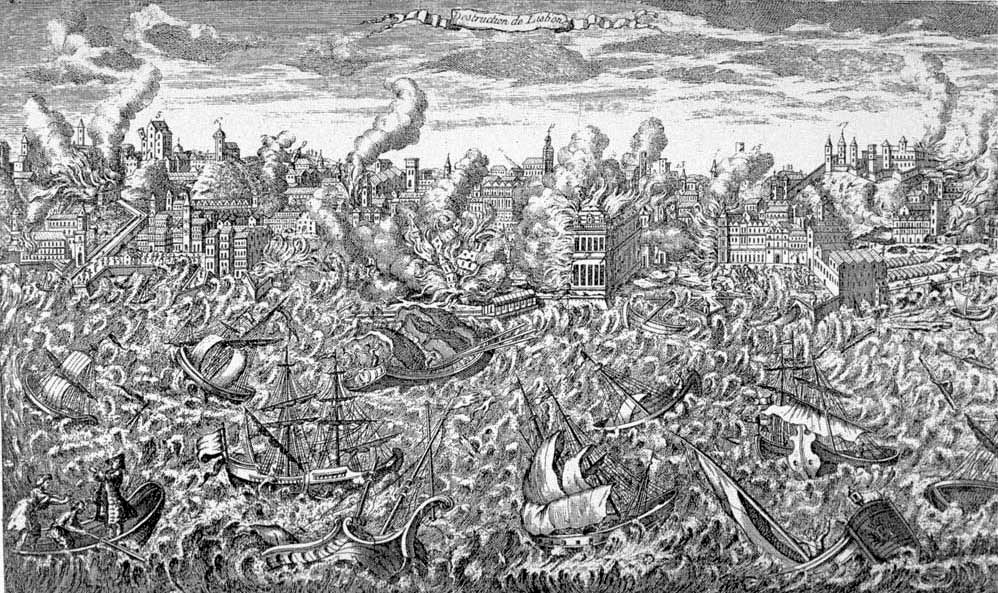
Egy 1755-ből való rézkarc, mely a földrengés, a cunami és a lángok pusztítását ábrázolja.

A katasztrófa után Voltaire maga is aktívan elutasította a leibnizi optimizmust, mondván „ha ez a lehető legjobb világ, akkor biztosan jobbnak kell lennie ennél”. Voltaire mind a Candide-ban és a Poème sur le désastre de Lisbonne című színdarabjában is támadja Leibniz optimizmusát. A színdarabban a katasztrófáról gúnyosan így írt: „egyike a legszörnyűbb csapásoknak ezen a lehető legjobb világon”.
Az optimista világnézet megrendülését nem csupán az ilyen katasztrófák okozták. A megbízhatatlan pletykák miatt a földrengést Európa szerte túlbecsülték és sokszor - főleg vallási körökben - hatalmas feneket kerítettek neki. Sokan valóságos isteni csapásnak gondolták, valamint a közelgő armageddon előszeleként értelmezték. Egy elismert tudós, Ira Wade szerint Voltaire értesülései megbízhatóak voltak, információit a földrengésről egy 1755-ös könyvből, Ange Goudar Relation historique du Tremblement de Terre survenu à Lisbonne-jából szerezte.
Candide személyiségének kialakításához Voltaire Hans Jakob Christoffel von Grimmelshausen 1669-es pikareszk regényéből, a Der abenteuerliche Simplicissimus Teutsch-ból (magyarul: A kalandos Simplicissimus) nyerhetett inspirációt. A regény a harmincéves háború borzalmait festi le, sokszor nyers humorral, főhőse pedig - aki megjárja a poklok poklát, és hatalmas személyiségfejlődésen megy át, az akkori tipikusan német személyiségjegyeket hordozza. Alfred Owen Aldridge, Voltaire életrajzírója szerint a korabeli német sztereotípia a szertelen naivitást és az érzelmi egyszerűséget jelentette. Voltaire és Grimmelshausen regényének főhősei is ilyen tulajdonságokkal bírnak, sok személyiségjegyükben hasonlóságot mutatnak. Aldrdige ezt írta könyvében: „Mivel Voltaire kifejezetten kedvelte a 17. századi német írók merész és bohókás stílusát, nagyon is lehetséges, hogy ismerte a Simplicissimust is.”
A Candide szatirikus és parodisztikus előfutára Jonathan Swift 1726-os regénye, a Gulliver utazásai volt. Ez a mű áll talán a legközelebb Voltaire regényéhez. Swift alkotása is egy naiv férfiú történetét meséli el, csakúgy, mint a Candide. Gulliver utazásai során a véletlen folytán ő is sok idegen nemzet kultúráját ismeri meg, és ezalatt őt is számos szerencsétlenség éri. A két könyv hasonlóságából adódóan a Candide-ot a Gulliver utazásai újraértelmezésének is tekinthetjük. Swift könyvén kívül még két francia regény szolgáltathatott inspirációt Voltaire számára. Candide fejlődéstörténete alapulhat François Fénelon 1699-es regényén, a Télémaque-on, amelyben megjelenik a tudálékos tanító paródiája is. A Candide-ban szereplő Pangloss mester személyisége ezen a műn is alapulhat. Louis-Charles Fougeret de Monbron alkotása, a Cosmopolite (1753) is nagy hatással lehetett a Candide-ra. Monbron főhőse is egy hosszú és kiábrándító utazáson vesz részt.

## Keletkezése
A lisszaboni földrengés idejére Voltaire már befutott szerző volt, aki ismert volt humoráról, szatirikus és gúnyos stílusáról. 1746-ban ő lett az első író, akit a Francia Akadémia tagjává választottak. Voltaire deista volt, aki támogatta a vallásszabadságot, valamint bírálta az általa látott zsarnoki kormányokat. A mindenkit megdöbbentő földrengés okán elérkezettnek látta az időt a gondviselésben való hit kigúnyolására, ami előbb egy költeményében (1756), majd később fő művében, a Candide-ban is megjelent (1759).

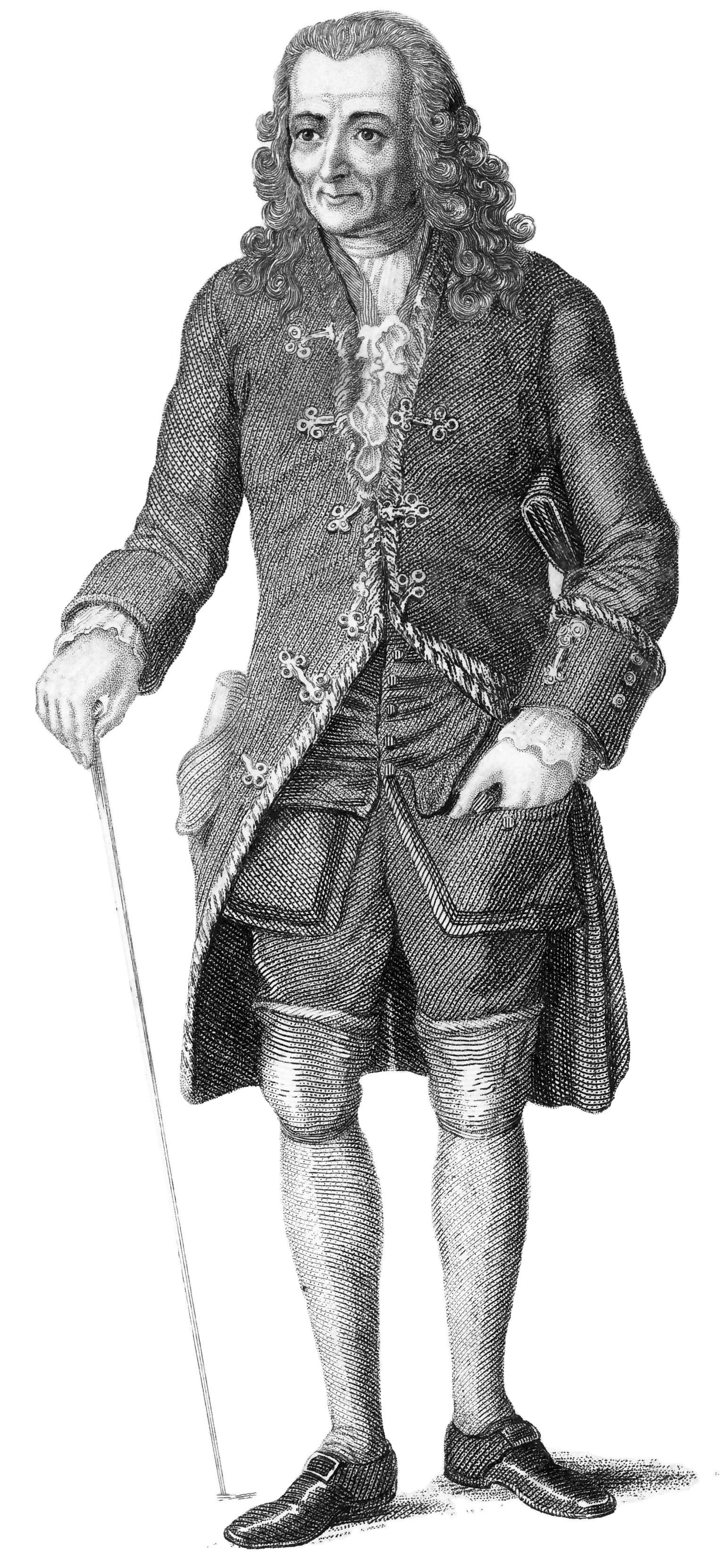
Voltaire-ről készült rézkarc a Filozófiai ábécé 1843-as kiadásának címlapján

Az nem ismert, hogy Voltaire mikor írta a Candide-ot, de a legvalószínűbb feltételezés szerint 1757-ben kezdett hozzá a műhöz, amely végleges formáját 1758 végére érte el. A kutatók úgy vélik, hogy Voltaire a mű nagy részét 1758-ban, a Ferney-ben töltött ideje alatt írta, de alkotott még Schwetzingenben is, mikor a Pfalzi Választófejedelemségben, Charles Théodore-nál volt látogatóban három hétig 1758 nyarán. Annak ellenére, hogy szilárd bizonyítékok támasztják alá ezeket, továbbra is fennáll az a képzet, miszerint Voltaire három nap alatt írta a Candide-ot. Ez az elképzelés valószínűleg az 1885-ben Lucien Perey és Gaston Maugras által kiadott könyv, a Vie intime de Voltaire aux Délices et à Ferney egyik félreértett állításán alapul. A bizonyítékok azt mutatják, hogy Voltaire nem kapkodta el a mű írását, nincsenek benne improvizációk; a Candide egy érett és jól kidolgozott mű és nem rögtönzött, mint a fenti elmélet szerint.
A Candide-ról mindössze egy kézirat maradt fönn, amely az 1759-es publikációnál előbbről való. Erre Ira Wade professzor bukkant rá 1956-ban, mely a La Vallière-kézirat nevet kapta. Úgy tartják, hogy Voltaire a Candide-ot fejezetenként küldte el La Vallière hercegnek és hercegnőnek 1758 őszén. Ezután a 18. század végén a kéziratot eladták a Bibliothèque de l'Arsenal-nak, ahol a könyvtárban hevert ismeretlenül majd kétszáz évig. A La Vallière-kézirat - amit valószínűleg Voltaire a titkárának, Wagnière-nek diktált - minden bizonnyal a legeredetibb és a leghitelesebb a Candide összes másolata közül. A kutatók elképzelhetőnek tartják, hogy létezik vagy létezett egy másik kézirat is, amelyet Voltaire a pfalzi választófejedelemnek szánt. Azt, hogy létezhet egy másik kézirat is, először Norman L. Torrey kutató vetette föl 1929-ben, de azóta sem akadtak a nyomára.
A Candide francia nyelven egyszerre öt országban jelent 1759. január 15-én, bár ez a dátum még bizonytalan. 1759 óta tizenhét nyelvű változata jelent meg. Legelőször olaszra fordították le, majd egymás után összesen háromszor angolra ugyan abban az évben. Ira Wade egyik cikkében a Candide publikálását „az évszázad legtitkosabb munkájának” nevezte, hiszen legálisan soha sem tudták volna megjelentetni, pláne ilyen nagy példányszámban és összesen több országban. A mű legnagyobb példányszámban Genfben, Amszterdamban, Londonban és persze Párizsban jelent meg.
| „                                                         | Úgy hiszem az illusztrációk teljesen feleslegesnek bizonyulnak. Ezek a csecsebecsék soha sem voltak megengedve Cicero, Vergilius és Horatius munkáiban. | ” |
| – Voltaire levele Charles-Joseph Panckoucke-nak (részlet) | |   |

Voltaire mindig is ellenezte a kiadott munkáinak illusztrálását. Ennek ellenére már az 1759-es kiadáshoz készültek illusztrációk, de a későbbi Moreau-féle alkotások az ismertebbek. Nem sokkal az író halála után 1787-ben Jean-Michel Moreau le Jeune, francia festőművész saját költségén a Candide illusztrálásába fogott. A négy képet maga Moreau rajzolta, a rajzok alapján készítette el Pierre-Charles Baquoy a metszeteket. Később 1803-ban még plusz három rajz és az azok alapján készült metszet jelent meg a könyvekhez. A 20. századi modern festő, Paul Klee elmondása szerint a Candide olvasása közben érzett rá saját művészi stílusára. Az 1920-as német nyelven újra kiadott mű is Klee illusztrációit tartalmazta.

## Áttekintés
|  | Alább a cselekmény részletei következnek! |

A Candide harminc fejezetből áll, melyeket kétféle módon csoportosíthatunk. Az első csoportosítási elv szerint a mű két részre oszlik, ebből az első rész a 17-18. fejezetig tart, mikor is Candide Eldorádóba érkezik, ahol szembesül a tökéletes állammal. Mint a legtöbb pikareszk regény esetében, a Candide-ban is megjelenik a drámai szerkezet. Ez alapján az író a bonyodalmat egészen a tetőpontig fokozza - a Candide esetében ez Eldorádó - amely nagyjából a mű közepén helyezkedik el. A tetőponttól távolodva a szerző egyre jobban oldja a bonyodalmat, mígnem elérkezik a történet lezárása. Egy más felosztás szerint a művet három csoportra oszthatjuk, egyenként tíz fejezettel. Az elő tíz fejezet Európában, a második tíz Dél-Amerikában, a harmadik pedig megint csak Európában, valamint az Oszmán Birodalomban játszódik. Az alábbi szinopszis is ezt az elvet követi.

### 1-10. fejezet
A Candide története a vesztfáliai Thunder-ten-Tronckh báró kastélyában veszi kezdetét. Itt él a főszereplő, Candide is, aki a báró húgának törvénytelenül született gyermeke. Candide-nak „a természet a legszelídebb hajlamokat adományozta”, valamint „arca is tükrözte lelkét”. A kastély többi lakosához tartozik még Kunigunda, a báró leánya és egyben Candide unokanővére; a kastély házitanítója, Pangloss doktor; Paquette, a báróné szobalánya; valamint a bárói család egyéb több tagja. Candide igen vonzódik a szép Kunigundához, de félénksége folytán ezt nem meri a lány tudtára adni. Pangloss mester, „aki metafizikával vegyes teológiát s a cosmológiával kapcsolatos cretinológiát tanít” meggyőződéses optimista, és előszeretettel bizonygatja tanítványainak, hogy „a lehető legjobb világban élünk”, ahol minden a legnemesebb cél érdekében történik.

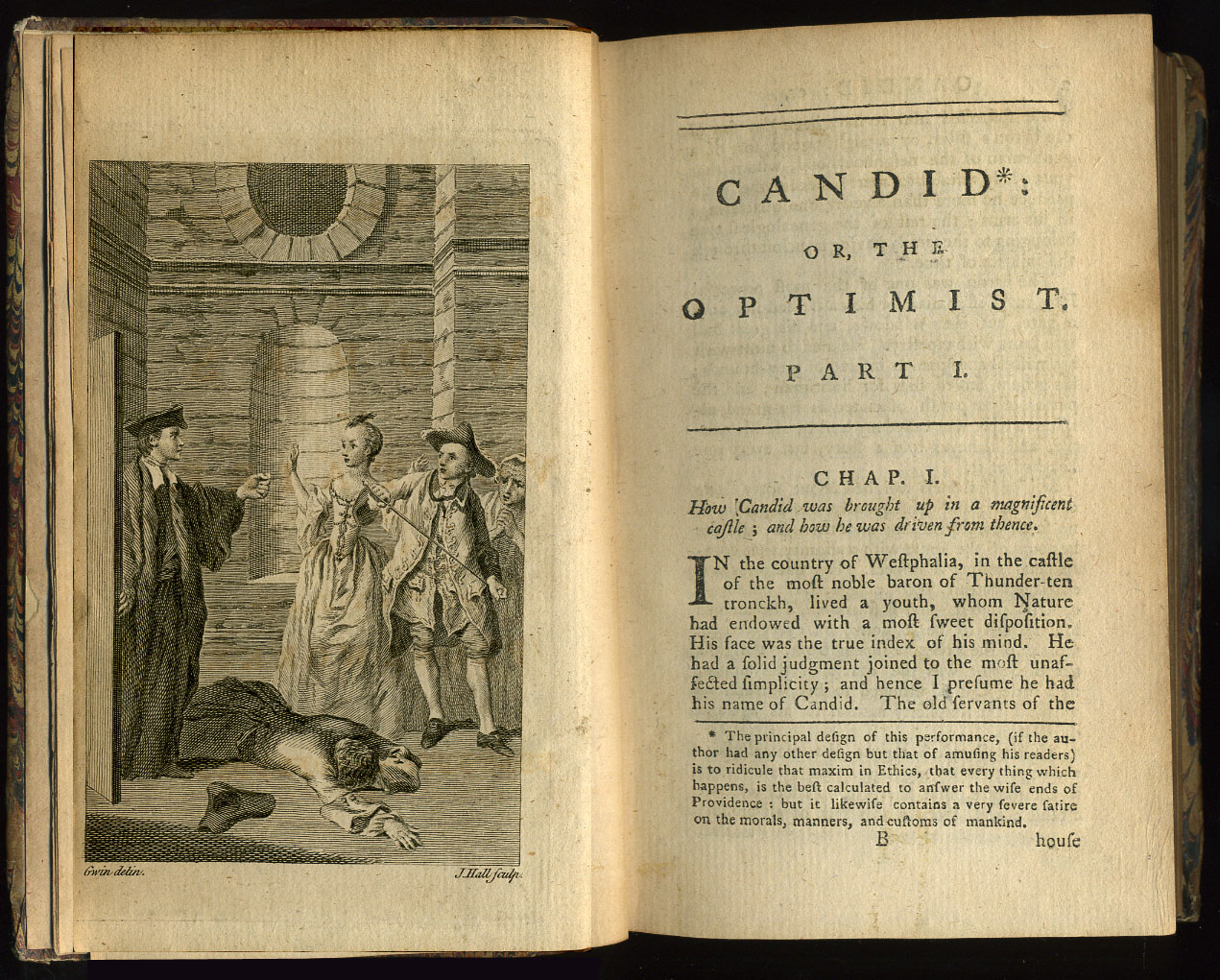
Az 1762-es angol kiadás első fejezetének első lapja

A kastélyban minden jól van addig, amíg Kunigunda meg nem látja Pangloss doktort a bokrok között, amint éppen „leckét ad kísérleti fizikából” Paquette-nek, a szobalánynak. Ezek után Kunigunda legfőbb vágya az, hogy ő is tudós legyen, mert akkor Candide vele próbálhatná ki „nyomós érveit”. Másnap vacsora után Kunigunda és Candide titokban találkoznak, ahol csókot is váltanak, de az éppen arra járó báró rajtakapja őket. Ezen felmérgesedve kidobja Candide-ot a kastélyából, akinek ezzel megkezdődik viszontagságokkal teli utazása.
Mikor Candide egy német városkába ér, egy vendéglőben bolgárokkal (poroszok) találkozik, akik elhurcolják és katonai szolgálatra kényszerítik. Miután Candide egy sikertelen szökési kísérletet tesz, brutálisan megkorbácsolják és ki is akarják végezni, de az arra járó bolgár király hallva, hogy az ifjú metafizikus, és gondolván, hogy tudatlan az eföldi dolgokban, kegyelmet ad neki. Miután Candide úgy-ahogy felépül, elérkezik a döntő csata az avarokkal (franciák). Az öldöklés alatt Candide-nak sikerül elszöknie, átvergődik pár falun, ahol látja a pusztítás képeit, majd végül eljut Hollandiába. Itt egy anabaptista, Jacques karolja fel, aki szállást és munkát is ajánl neki. Ez megerősíti Candide-ot a Pangloss mester által tanított optimizmusban, rájön, hogy mégis „minden a legjobban van ezen a legeslegjobb világon”.
Egy nap, mikor a fiú a városban sétál, egy egészségileg igen leépült koldusemberrel találkozik, majd hamarosan rájön, hogy ő nem más, mint régi tanítómestere, Pangloss doktor. Pangloss elmondja tanítványának, hogy a bolgárok lerombolták Thunder-ten-Tronckh báró kastélyát, és az egész családot megölték, és ha ez még nem volna elég, ő maga pedig szifiliszben szenved, amelyet Paquette-től a szobalánytól kapott. Candide nagyon megrendül a hallottaktól, de Pangloss emlékezteti, hogy nyilván ezek is mind a legjobb cél érdekében történtek. Candide elviszi a doktort Jacques, az anabaptista házába, aki végül saját költségén kikúrálja. A gyógykezelés alatt Pangloss mindössze egy szemét és egy fülét veszíti el. Miután a tudós felépül, Jacques felveszi könyvelőjének, majd mikor egy üzleti ügyben Lisszabonba utazik, Candide-ot és Panglosst is magával viszi.
Mikor a hajó már Lisszabon kikötőjében úszik, szörnyű földrengés támad, amely akkora hullámokat gerjeszt, hogy a hajó irányíthatatlanná válik. Az anabaptista a kormányos segítségére siet, de egy dühös matróz úgy végigvág rajta, hogy az ütés erejétől még ő maga is lerepül a hajóról. Jacques vissza akarja húzni a törött árbócon fennakadt matrózt, de erre ő is a tengerbe esik, ami örökre elnyeli. Pangloss megnyugtatásképpen elmagyarázza Candide-nak, hogy „Lisszabon kikötője egyenesen arra készült, hogy ez az anabaptista ott kényelmesen belefulladhasson”. Míg a doktor ezt bizonygatja, a hajó kettéhasad és elsüllyed. Mindenki életét veszíti, kivéve Panglosst, Candide-ot és a kormányost, akik egy deszkadarabon evickélnek ki a partra. Itt szembesülnek a földrengés, a cunami és a tűzvész által elpusztított várossal, ahol több tízezrek haltak meg. A tengerész azonnal a romok közé siet, hogy találjon némi pénzt, Candide pedig néhány lehulló kőszilánk miatt életveszélyesen megsebesül. Az ifjú segítségért könyörög tanítójának, aki csak az optimista világkép bizonygatásával foglalkozik, majd mikor a fiú elájul, végül hoz neki vizet. Miután Candide jobban lesz, doktorával nekivágnak a városnak, hogy segítsenek az életben maradottakon, akiknek vacsorát készítenek. A vacsorákon Pangloss előszeretettel magyarázza, hogy minden a legjobban van, még ez a szörnyű katasztrófa is.

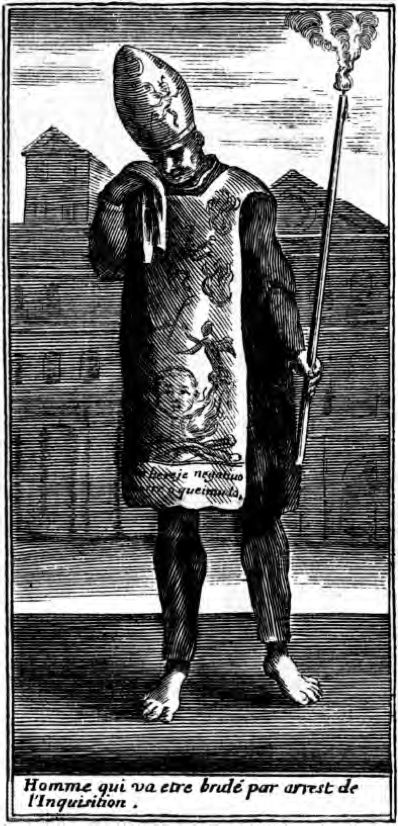
Az 1759-es francia kiadás illusztrációja Pangloss doktor autodaféjéhez

Egyik ilyen vacsora alkalmával az inkvizíció megbízottja is jelen van, aki végighallgatja a tudós optimista elméletét, majd később segítőjével elhurcolja őt és Candide-ot eretnekség vádja miatt. Egy autodafére viszik őket, ahol áldozatként kívánják bemutatni őket Isten megnyugtatására, remélve, hogy így elkerülhetik a jövőbeli hasonló katasztrófákat. Candide-ot megkorbácsolják, majd szeme láttára felakasztják Pangloss doktort, de egy utórengés félbeszakítja a ceremóniát. A zűrzavarban Candide-nak sikerül elszöknie. Ezután egy öregasszony veszi szárnyai alá, aki néhány napi gondoskodás után elvezeti egy magányos házhoz. Candide itt találkozik halottnak hitt szerelmével, Kunigundával. A lány elmondja a meglepett fiúnak, hogy miután a bolgárok megerőszakolták és megkéselték, nem halt meg. A bolgár kapitány elvitte hadifogolynak, majd végül egy zsidó kereskedőnek adta el. A zsidó Kunigundát ide, Portugáliába hozta, mivel itt kereskedett. A lány elmondása szerint egy nap a főinkvizítor felfigyelt rá, és megfenyegette a zsidót, hogy megégetteti, ha az nem osztozik meg vele rajta. Ettől kezdve a lány így élt; hol az inkvizítort, hol a zsidót volt kénytelen szórakoztatni.
Miután Kunigunda végez a történetével, beállít a lány mindkét "tulajdonosa", de Candide megöli őket. Elkötnek maguknak és az öregasszonynak három andalúziai lovat, amikkel a spanyolországi Cádizba sietnek. Hamarosan viszont fény derül az inkvizítor és a zsidó gyilkosai kilétére, így a hármas már Spanyolországban sincs biztonságban. Cádizban éppen egy hadiflottát szerelnek fel, mert az a hír járja, hogy a paraguayi jezsuiták fellázadtak a spanyol meg a portugál király ellen. Candide-ot a kevély szalutálásának köszönhetően a jezsuiták ellen küldött sereg parancsnoka kapitánynak kéri fel, így a fiú Kunigundával és az öregasszonnyal hajóra szállhatnak, hogy egy „új és jobb világ” felé tartsanak. A hosszú hajóúton az öregasszony elmeséli szenvedésekkel teli élettörténetét, melyhez hozzá tartozik az is, hogy az orosz–török háborúk során megszabadították fél fenekétől egy körbevett török erőd katonáinak táplálása érdekében.

### 11-20. fejezet
A trió Buenos Airesbe érkezik, ahol az ottani kormányzónak, Don Fernando d’Ibaraa y Figueora y Mascarenes y Lampourdos y Souza-nak igen megtetszik Kunigunda, és nem titkolja el szándékát, miszerint feleségül szeretné venni a lányt. Az öregasszony buzdítja Kunigundát, hogy menjen hozzá a gazdag úrhoz, ám a tanácskozást egy portugál hajó szakítja félbe, ami szintén befut a kikötőbe. Az öregasszony megsejti, hogy a portugálok a főinkvizítor gyilkosát keresik, így Kunigundával figyelmeztetik Candide-ot, hogy meneküljön. Kunigunda marad Buenos Airesben, hisz az öregasszony szerint ő nem bűnös és így nincs félnivalója.
A nőket hátrahagyva Candide Paraguayba szökik derék szolgájával, Cacambóval, akit még Cádizból hozott. Céljuk az, hogy átálljanak a szakadár jezsuiták oldalára, így hát a szerzetesek kapitányával akarnak beszélni. Mikor Candide találkozik a nagyúrral, rájön, hogy ő nem más, mint Thunder-ten-Tronckh báró édesfia. A boldog egymás vállára borulás közben, az újdonsült jezsuita elmeséli történetét. Eszerint a bolgár támadást ő is túlélte, egy jezsuita szerzetes vette észre, hogy életben van, így a rend vette magához, ahol kitűnő szerzetest faragtak belőle. Paraguayba is így került kiküldetésbe. Candide elmeséli neki, hogy testvére, Kunigunda is életben van, méghozzá itt közel, Buenos Airesben tartózkodik. Candide egyben közli szándékát is, hogy feleségül szeretné venni a lányt. Kunigunda testvére erre felbőszül, mert szerinte Candide a nem nemes származása miatt nem veheti el a lányt. Az így kialakult vita közben kardok is előkerülnek, végül a báró fia egy kardszúrással végzi a hasában. Candide-on pánik lesz úrrá, hogy megölte egykori gazdáját, barátját és egyben sógorát is. Végül Cacambóval az újbóli menekülés mellett döntenek, és meg sem állnak addig, míg a fülesek országába, egy fiktív bennszülött törzs földjére nem érkeznek.

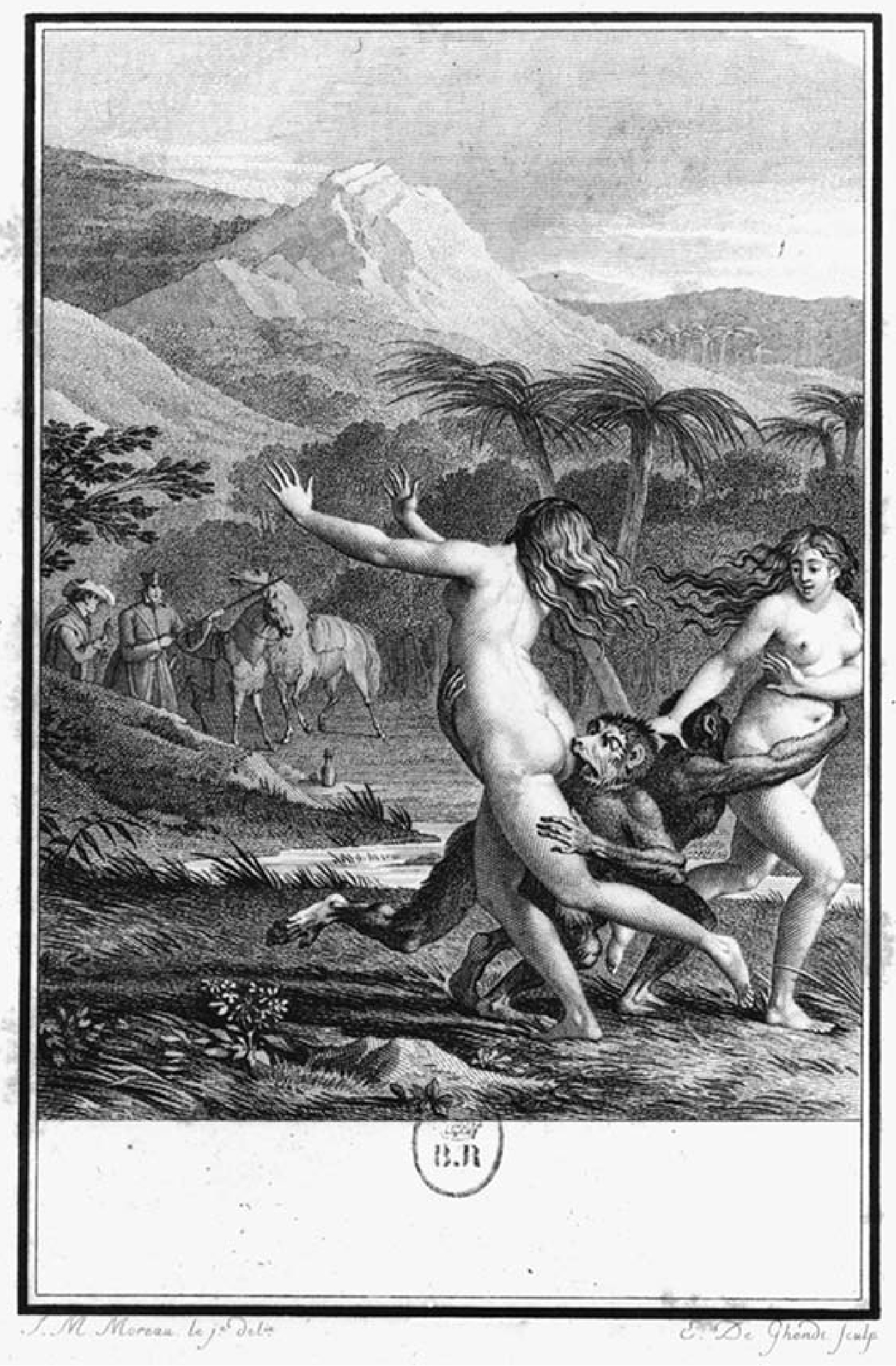
A bennszülött nők udvarlóikkal Jean-Michel Moreau francia művész illusztrációján

Itt a két utazó először két indián lánnyal szembesül, akiket két majom üldöz, valamint harapdál. Candide puskájával lelövi mind a két állatot, de erre a nők sírva rogynak a tetemek mellé. Cacambo elmondja, hogy a két majom a lányok udvarlói voltak, és ez szerinte egyáltalán nem szokatlan. Hamarosan a fülesek elkapják az utazókat, akiket meg akarnak enni, hiszen Candide jezsuita csuhát visel, és a jezsuiták a fülesek esküdt ellenségei. Cacambo, aki beszéli a törzs nyelvét, elmagyarázza, hogy gazdája csak azért viseli a szerzetesek gúnyáját, mert megölt egyet közülük, és csak így, álruhában tudott elmenekülni. A fülesek ezt megtudván megkegyelmeznek és elengedik őket. A két férfi ezután hónapokig bolyong a vadonba, útjukat gyalogszerrel és kenuval folytatják. Ez idő alatt gyümölcsökön élnek. Céljuk az, hogy Cayenne-be, a mai Francia Guyana fővárosába jussanak. Mikor már végső elkeseredettségükben egy folyón eveznek, egy hatalmas zuhatag kerül elébük. Csónakjuk összetörik, de ők maguk túlélik a kalandot, és egy teljesen idegen országban, Eldorádóban kötnek ki.
Az utópisztikus állam földrajzilag teljesen elszigetelt; magát, a tökéletes világot testesíti meg. A drágakövek, melyek az utakat borítják értéktelenek. Eldorádóban ideális értékrend van, nem a pénz, a vagyon (drágakövek) az érték, hanem az emberi erények, a kulturált, civilizált élet (udvarias érintkezés, vendégszeretet, zene, tanulás). Mindezen felül általános a jólét, nem ismerik a szegénységet, a nyomort. Nincs hivatalos egyház, se papok, mindenki istenfélő és Istent tisztelő, igazhívő és nem különböztetnek meg vallásokat, mert mindenkinek ugyanaz az istene. Magas az életkor, mert jómódban és egészségesen élnek. Az idegenekkel nagyon udvariasak és jó modorúak. A király első az egyenlők között, tisztelet illeti meg, de nem megalázkodás, maga a király kiváló személyiség, okos, tehetséges, szellemes. A városok modernek, felhőkarcolókat építenek, kiemelt helyen van a tudomány. Nincs bűnözés és pereskedés, ezért nincs szükség börtönre és bíróságra sem. Candide-ék egy hónapot töltenek Eldorádóban, de mivel a fiúnak nagyon hiányzik szerelme, azt kívánja a királytól, hogy hadd mehessenek el. A király furcsállja, hogy az idegenek miért nem akarnak élni az ő tökéletes világában, de megérti őket. Drágakövekkel megrakat száz piros színű birkát az utazók számára (tudniillik Eldorádóban a juhok gyapja piros), és útjukra bocsátja őket.

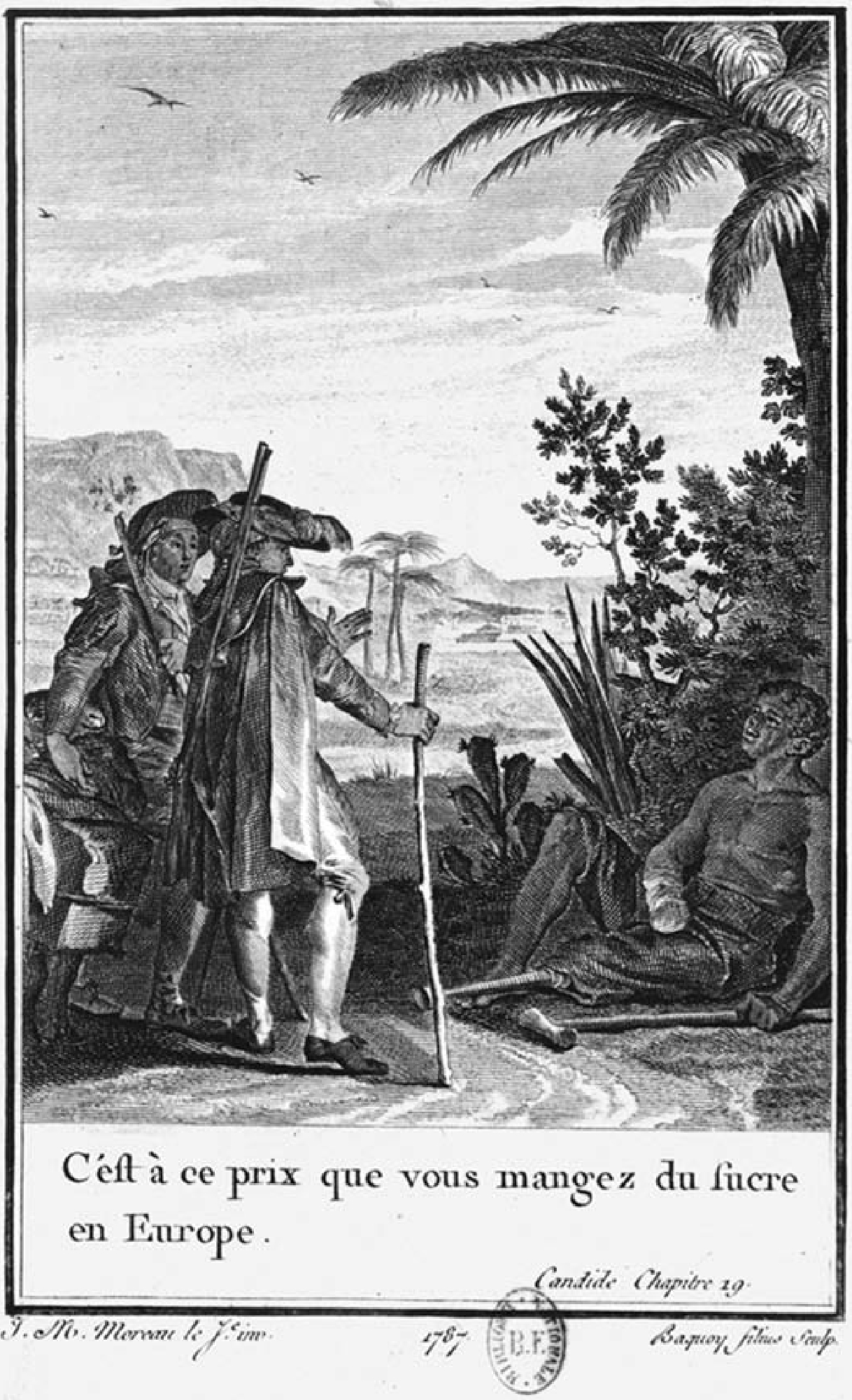
Moreau metszete a két utazó és a rabszolga suriname-i találkozásáról

Hosszú menetelés után, mely alatt Candide és Cacambo elveszíti nyájának és egyben a drágaköveknek nagy részét, végül Francia Guyana helyett Szurinamba, az akkori holland gyarmatra érkeznek. Egy város határában rögtön szembesülnek a gyarmati kizsákmányolás borzalmaival. Egy szörnyű állapotban lévő néger rabszolgával találkoznak, akit éjt nappallá téve dolgoztatnak egy cukorgyárban, annak ellenére, hogy egyik kezét és lábát is elvesztette már a sok szenvedés alatt. Candide itt vallja be, hogy lemond az optimizmusról. Mikor Candide és Cacambo beér a városba, elválnak; Cacambo hajón Buenos Airesbe megy Kunigundáért, hogy majd a megmaradt drágakövek egy részéből megvásárolja a kormányzótól a lányt. Candide-dal azt beszélik meg, hogy majd Velencében találkoznak. Candide-nak ekkorra már csak két juha marad, de hamarosan egy hajótulajdonos azokat is ellopja tőle. A fiú végül talál egy francia hajót, amellyel Bordeaux felé veszi az irányt. Az út előtt azonban pénzért keres magának egy társat, aki a lehető legnagyobb világgyűlölő, hogy legyen miről társalogniuk. Ezt a személyt egy öreg manicheus tudós, Martin személyében találja meg.
A hosszú hajóút során Candide és Martin sokat vitáznak a világ filozófiai megítéléséről. A tudós ugyanis a pesszimizmust vallja, Pierre Bayle, francia polihisztor és valláskritikus eszméit testesíti meg, amely teljesen szemben áll Leibniz optimizmusával. Tanúi egy spanyol és egy holland hajó csatájának is, melyből a holland felségjelű kerül ki vesztesen. Ennek teljes legénysége és minden utasa a tengerbe veszik. Martin ebben is bizonyításra talál a pesszimizmusban, ám az elsüllyedő hajó roncsai között feltűnik Candide egyik elrabolt birkája, amelyet a drágakövekkel együtt rögvest kihalásznak a tengerből.

### 21-30. fejezet
Velencében Candide-ék találkoznak Paquette-tel, aki éppen prostituáltként tengeti életét és új kuncsaftjával, fráter Giroflée-val. Candide mindkettejüknek ad egy kevéske pénzt.
Candide-ék meglátogatják a helyi szenátort, Pococurante urat, akiről az a hír járja, hogy rendkívül boldog. Azonban ez csak látszat, a szenátor gazdagsága ellenére éppen nem leli örömét semelyik kincsében.
Candide együtt vacsorázik hat bukott királlyal egy fogadóban. Legnagyobb megdöbbenésére azt látja, hogy egyikük inasa Cacambo, aki megígéri neki, hogy elviszi szerelméhez, Kunigundához Törökországba.
Candide, Martin és Cacambo felszállnak III. Ahmed szultán gályájára. Cacambo elmeséli, hogy elhozta ugyan Kunigundát Buenos Airesből, de útközben kalózok támadtak rájuk. A három barát az evezősök között felfedezi Thunder-ten-Tronckh bárót és Pangloss mestert, akiket Candide kivált a fogságból.
Mindketten elmesélik, hogy mégsem haltak meg, s kisebb vétségekért bűnhődtek a gályarabpadon.
Candide kiváltja Kunigundát is, aki ez idő alatt igencsak megcsúnyult. Mégis feleségül akarja venni, de a báró ismét közéjük áll...
Végül Candide-ék úgy oldják meg a helyzetet, hogy Thunder-ten-Tronckh-ot visszaküldik a gályarabságba... Mivel Candide pénze időközben elfogyott, kénytelenek letelepedni egy kis helyi majorban. Megérkezik Paquette és fráter Giroflée is, a kis társaság pedig rájön, az lesz a legjobb, ha szép csendben elkezdenek dolgozni újonnan vásárolt kis házuk körül. Ezt követően már boldogan éltek ezen a "legeslegjobb világon".
|  | Itt a vége a cselekmény részletezésének! |

## Stílusa
A Candide stílusa sok helyütt ironikus és gúnyos. Voltaire szellemes ember lévén remekül ötvözi a szórakoztató paródiát a kaland- és a romantikus regények közhelyeivel. Candide utazásai során rengeteg borzalmas eseménnyel szembesül, ezek aprólékos leírása önmagában is nevettet, morbid humor érződik bennük. Frances K. Barasch irodalomkutató szerint „Voltaire tárgyilagos narratívája olyan hűvösen mutatja be a tömegszerencsétlenségeket, mint egy időjárás-jelentést.” A mű gyors tempója és kiszámíthatatlan cselekménye egyaránt nevettet, hőseinek újra és újra szembe kell nézniük a halállal. Voltaire életrajzírója, Ian Davidson így jellemezte a Candide-ot: rövid, könnyű, gyors és humoros.
A regény szórakoztató, bohó arculata az európai államok kemény kritikáin alapszik. Voltaire egyaránt támadja Franciaország, Poroszország, Portugália és Nagy-Britannia kormányát is. A franciákat és a poroszokat a hétéves háború borzalmai miatt bírálja, Portugáliát a kegyetlen inkvizíció, Angliát pedig John Byng admirális kivégzése miatt támadja. A Candide-ban valláskritika is érződik, Voltaire a jezsuitákon keresztül bírálja a katolikus egyházat. Mikor Candide és Cacambo Paraguayban a jezsuitákhoz menekülnek, Cacambo megjegyzi, hogy „csodálatos ám ez a papi kormányzat, a pátereké ottan minden - a népé meg nesze semmi.” Voltaire ezzel utal arra, hogy a Dél-Amerikába küldött misszionáriusok sokszor nagy jogi előnyben voltak a helyi emberekkel szemben. Leírja azt is, hogy a jezsuiták rabszolgáknak tartották a bennszülötteket és dolgoztatták is őket.

## Magyarul
- Kándid vagy A' leg-jobbik világ. Regény; s.n., Bécs, 1793
- Candide vagy Az optimizmus; ford. Langer Ignác; Franklin, Bp., 1907 (Olcsó könyvtár)
- Kandidusz vagy Minden jól van ezen a világon; ford., bev. Győri Péter; Népszava, Bp., 1907
- Candide vagy Az optimista világnézet; ford. Kemény Gábor; Tevan, Békéscsaba, 1924
- Candide avagy Az optimizmus; ford., bev., jegyz. Benedek György; Officina, Bp., 1942 (Officina könyvtár)
- Voltaire regényei. Zadig vagy a Végzet / A babiloni hercegkisasszony / A Vadember / Ez a világ rendje / Scarmentado utazásai / A fehér bika / Micromégas / Candide vagy az optimizmus; ford. Gyergyai Albert, Kende István; Anonymus, Bp., 1945 (Voltaire művei)
- Candide vagy Az optimizmus. Kunigunda és az öregasszony története. Részlet Candide vagy az optimizmus című művéből; ford. Gyergyai Albert; Magyar Iparművészeti Főiskola, Bp., 1972
- Candide, avagy Az optimizmus. Musical. A tervező példánya; zene Leonard Bernstein, színpadra alkalmazta Hugh Wheeler, vers Richard Wilbur, Stephen Sondheim, John Latouche, ford. Ungvári Tamás, versford. Bródy János, díszlet, jelmez Húros Annamária, rend. Kerényi Imre; Szigligeti Színház–Verseghy Ferenc Megyei Könyvtár, Szolnok, 1979 (A Szolnoki Szigligeti Színház műsora)
- Candide. Teljes, gondozott szöveg; ford. Gyergyai Albert, szerk., sajtó alá rend., jegyz. Ferenczi László; Ikon, Bp., 1993 (Matúra Klasszikusok)

## Utóélete
- Candide. Színes magyar animációs filmsorozat, 2015–2018, rendezte: Kreif Zsuzsanna, Turai Balázs, Bera Nándor.[43]

## Fordítás
- Ez a szócikk részben vagy egészben  a   Candide című angol Wikipédia-szócikk fordításán alapul.  Az eredeti cikk szerkesztőit annak laptörténete sorolja fel. Ez a jelzés csupán a megfogalmazás eredetét és a szerzői jogokat jelzi, nem szolgál a cikkben szereplő információk forrásmegjelöléseként.